# Arsáma
Arsáma (ur. i. e. 550–520, óperzsa 𐎠𐎼𐏁𐎠𐎶 a-ra-ša-a-ma; normalizált alakban Aršāma, az „Erős Hős”; ismert hellenizált nevén Ἀρσάμης, Arszamész, babiloni Aršamma, elámi Iršama, újperzsa ارشام) Arijáramna fia, Vistászpa apja.
Uralkodására vonatkozóan az adatok ellentmondásosak. Apja még Uvakhsatra vazallusa volt, valószínűleg ő maga is. Azonban hamadáni felirata szerint Parsa nagy királya, de lehet, hogy I. Dárajavaus idején hamisították, akinek behisztuni feliratán az ő nagyapjaként szerepel, és rajta keresztül legitimálja összeesküvéssel szerzett hatalmát. Arsáma valószínűleg átadta trónját Kurusnak, nagybátyjának, így újra egyesült Ansan és Parszumas. Ettől kezdve visszavonult egy kisebb birtokra, talán nem királyként, talán a nagykirály főhatalma alatt álló királyként. Valószínűleg megérte unokája trónra lépését.
Arsáma kezdte meg Perzsia területén a zoroasztrizmus terjesztését.